# Lexikalizálódás
A nyelvészetben a lexikalizálódás terminusnak több jelentése van. Pszicholingvisztikai értelemben azt a folyamatot nevezi meg, amely során egy fogalom nyelvi kifejezést kap szó vagy egyéb lexikális, azaz szókészleti egység alakjában.
Más nyelvekben a „lexikalizálódás” megfelelője „lexikalizálás”-t is jelent (angol lexicalization, francia lexicalisation stb.), és ebben az értelemben szó (beleértve tőszó is) vagy szókapcsolat bevonását értik alatta a szókészletbe mint olyan tárba, amelyből elővehető használat céljából.
Szűkebb nyelvészeti értelemben lexikalizálódás annak a folyamatnak a neve, amely következtében egy morfémasor, beleértve szócsoport, lexikális egységgé válik.

## A lexikalizálódás útjai
A lexikalizálódásnak szoros kapcsolata van a szóalkotással. Ennek egyik módszere a szóképzés, mely a lexikalizálódás egyik útja is. Olyan képzett szavak lexikalizálódnak, amelyek idővel új jelentéselemekkel gazdagodnak, és végül a jelentésük már nem kompozicionális, azaz nem vezethető le az alkotóelemeik jelentéséből. Az ilyen képződmények szótári szavak lesznek, például a magyar nyelvben mosogat, szemes, rendelet, rendeltetés, rendelkezik. Hasonló angol példák writer ’író’ (írott műveket alkotó) vagy gambler ’szerencsejátékos’.
Szóösszetétel útján is történik lexikalizálódás, ez esetben is akkor, amikor az összetett szó jelentése már nem kompozicionális. A magyarban többféle szóból keletkezhet lexikalizált összetett szó, például:
- igetőből és főnévből, amelyek eredetileg melléknévi igenév + főnév szószerkezetek (pl. látcső, laktanya, védjegy);[8]
- két határozószóból: idehaza, idefenn;[8]
- mondat szavaiból: fogdmeg, légyott, nemszeretem.[9]

A magyarban ezeket egybeírják, esetleg kötőjellel, de nem minden nyelvben van így. Az angolban egy részüket egybeírják (pl. postman ’postás’, cupboard ’szekrény’), más részüket nem: domino theory ’dominóelmélet’, domino effect ’dominóeffektus’.
Egyes nyelvekben, mint például a francia, amelyekben a szóösszetétel nem olyan elterjedt, mint a magyarban, vannak ugyan összetett szavak, de egyes grammatikáik úgy tekintik, hogy a szófajokhoz nemcsak elszigetelt szavak tartoznak, hanem ún. ilyen vagy olyan szófaji értékű szókapcsolatok is (franciául locution), amelyeket más grammatikáik összetett szavaknak tekintenek. A franciában összetett szó lehet egybeírt (pl. malheureux ’szerencsétlen, boldogtalan’), kötőjellel elválasztott (chou-fleur ’karfiol’) vagy különírt összetevőkből álló (pomme de terre ’burgonya’). Általában azokat tartják locution-oknak, amelyeknek van egyetlen szóból álló szinonimájuk, pl. tout à fait (határozószói értékű szókapcsolat) = complètement ’teljesen’. Mindezek lexikalizálódott egységek, mivel nincs kompozicionális jelentésük.
A szóösszetétellel analóg módon egy szó kezdőbetűjéből és szóból is keletkeznek lexikalizált képződmények: (németül) U-Bahn (U mint Untergrund „altalaj”) ’metró’, S-Bahn (S mint Schnell „gyors”) ’villamos’. A betűelőtag lehet ikonikus is: (angolul) U-turn ’U-kanyar’, képletesen ’hírtelen fordulat’; (németül) S-Kurve ’S-görbe’.
A mozaikszók, azaz a betűszók és a szóösszevonással létrejött szavak esetében is lexikalizálódásról van szó. Példák:
- (magyarul): MÁV (mint Magyar Államvasutak), ELTE (mint Eötvös Loránd Tudományegyetem), Mahart (mint Magyar Hajózási Részvénytársaság), gyed (mint  gyermekgondozási díj);[12]
- (angolul): USA (mint United States of America ’Amerikai Egyesült Államok’), YMCA (mint Young Men's Christian Association ’fiatal férfiak keresztény egyesülete’), radar (mint Radio Detection And Ranging ’rádióérzékelés és távmérés’) ’radar’, laser (mint Light Amplification by Stimulated Emission of Radiation ’fény erősítése stimulált sugárzáskibocsátással’) ’lézer’;[7]
- (németül): Gestapo (mint Geheime Staatspolizei „titkos államrendőrség”), Stasi (mint Staatssicherheit ’állambiztonság’);[7]
- (franciául): O.N.U. (mint Organisation des Nations Unies ’ENSZ’, S.D.F. (mint sans domicile fixe ’hajléktalan’).[7]

A mozaikszók lexikalizálódása nyilvánvaló, amikor névelőt kapnak, jeleket és ragokat vesznek fel, valamint szóképzés útján új szavak jönnek létre tőlük kiindulva:
- (magyarul) DVD-zik, fideszes, MSZP-s;[13]
- (franciául) des bédés (mint bandes dessinées) ’képregények’,[14] onusien, -ne (az O.N.U.-ből képzett melléknév).[15]

A szóösszerántással keletkezett szavak is lexikalizálódottak. Ezzel a módszerrel az egyik szó elejéhez a másik szó végét vagy egészét teszik hozzá. Példák:
- (magyarul) citrancs (< citrom + narancs), csalagút (< csatorna + alagút);[16]
- (franciául) informatique (< information ’információ’ + automatique ’az önműködő vezérlés tudománya’) ’informatika’,[17] tapuscrit (< taper ’írógépen/számítógépen írni’ + manuscrit ’kézirat’) ’gépelt kézirat’;[18]
- (angolul) motel (< motor + hotel) ’motel’,[19] smog (< smoke ’füst’ + fog ’köd’) ’szmog’.[20]

A magyarban igekötős igék is lehetnek lexikalizálódottak, amennyiben elveszítették kompozicionális jelentésüket, pl. megárt, kikopik.
Más esetekben szóalakok lexikalizálódnak. A magyarban ez történt egyes igék alakjával, melyek főnevek vagy határozószók lettek: mehetnékje, jöttöd, félsz, mersz, találomra. A franciában vannak példák főnév alaki változatainak lexikalizálódására különböző jelentésekkel. Ilyen az émail ’zománc’, amelynek két többes számú alakja lett. A mai nyelvben az émails alak ’zománcok’ az anyag féleségeire használt, az émaux pedig zománcozott dísztárgyakra. Lexikalizálódott nőnemű alak példája a perforatrice. A perforateur hímnemű ’lyukasztással jegyet kezelő férfi’ jelentésű szóból képzett perforatrice ’jegykezelő nő’ a ’lyukasztó (eszköz)’ jelentéssel lexikalizálódott.
A lexikalizálódás egy másik útja a tulajdonneveket illeti. Ezek lexikalizálódása antonomáziában való használatuktól indul el, pl. a Kárpátok Maradonája ’Gheorghe Hagi’), (franciául) un Picasso ’egy Picasso(-festmény)’, (angolul) és (franciául) sandwich ’szendvics’.

## A lexikalizálódás fokai
A lexikalizálódásnak vannak előrehaladottsági fokai elsősorban a fogalmak nyelvi kifejezésének szempontjából. Ez észrevehető abban, ahogy egyazon fogalom van kifejezve különböző nyelvekben. Ilyen értelemben lehet beszélni gyenge, közepes és erős lexikalizálódásról, amely különböző módon valósul meg. Például véve a „férfi” és „nő” fogalmak esetét:
| Lexikalizálódási fok | Nyelvi kifejezés | Nyelv | ’Férfi’       | ’Nő’         |
| -------------------- | ---------------- | ----- | ------------- | ------------ |
| gyenge               | szókapcsolat     | japán | otoko no hito | onna no hito |
| közepes              | összetett szó    | kínai | nán-rén       | nǚ-rén       |
| erős                 | egyszerű szó     | angol | man           | woman        |

A japánban és a kínaiban az első szó jelzi a nemet, az utolsónak pedig ’emberi lény’ a jelentése.
Lexikalizálódási fokokról lehet beszélni egyazon nyelvben is többféleképpen kifejezett fogalom kapcsán. Például a franciában az ’elszaladni’ jelentést ki lehet fejezni a teljesen lexikalizált s’enfuir igével, amely a ’-ban/-ben’ alapjelentésű előképzővé vált en elöljárószóból, és a fuir ’szaladva menekülni’ igéből állt össze. Ugyanaz a jelentése a kevésbé lexikalizálódott prendre la fuite igei értékű szókapcsolatnak, amely az ’(el)venni’ alapjelentésű prendre igéből, és a la fuite ’a szökés’ főnévből tevődik össze. Ebben a prendre ige teljesen elveszítette eredeti jelentését. Ennél még kevésbé lexikalizálódott a hasonló jelentésű se mettre à fuir szókapcsolat, amelyben a se mettre à sok igével társítható, mivel általában cselekvés kezdetét fejezi ki.
Nyelvtörténeti szempontból lexikalizálódási fokok jellemzik egyazon szókapcsolatot is. Az angolban például a woman szó wo része a óangol wif ’nő’-ből származik, amely nyelvben man ’ember’-t jelentett. A wif jelentése ’feleség’ lett (a mai angolban wife), a man-nek megmaradt a ’férfi’ jelentése is, a ’nő’ jelentést pedig a wifman összetett szó vette fel, majd a benne keletkezett változások nyomán egyszerű szó lett.
A lexikalizálódas foka különbözik a tulajdonnevek esetében is. Ez attól is függ, hogy az antonomázia metaforaszerű-e vagy metonímiaszerű. A metaforikus antonomáziában használt tulajdonnév soha sem veszíti el tulajdonnévi jellegét, csak különleges jelentést kap, ami magába foglalja azt, ami a beszélők tudatában él róla. Például a fentebb említett Kárpátok Maradonája antonomáziában Maradona a virtuozitást jelenti, és labdarúgók egész olyan kategóriáját képviseli, akiknek megvan ez a minőségük.
A metonimikus antonomáziában köznév helyett használt tulajdonnevek esetében jobban látszanak a lexikalizálódás fokai. Olyanok jelentése, mint a Mohács ’a mohácsi csata’ (átvitt értelemben ’megsemmisítő vereség’, általánosabb jelentésként pedig ’megszégyenülés’), Háry János ’hazudós, dicsekvő ember’; quislingek ’kollaboránsok, hazaárulók’; figaró ’borbély’, kötődik a tulajdonnévhez, bár egyesek, mint az utóbbi kettő, lexikalizálódottabbak az előbbieknél, ugyanis köznevek lettek. Ez a kötődés megmarad a művek neve helyett használt azok alkotóinak a neve esetében is, mint a fentebb említett ’egy Picasso’ példában.
Ezekkel ellentétben vannak olyan, a nyelvtörténetben viszonylag régen keletkezett antonomáziák, amelyek teljesen lexikalizálódtak, semmiféle kötődésük sem lévén már a beszélők tudatában az eredeti tulajdonnévvel. Például a francia ajkúak többsége nem tudja, hogy a ’róka’ francia megfelelője, renard, a középkori Róka-regény-nek Renart főhőse nevéből származik, amely helyettesítette az előtte használt ófrancia goupil szót.
Ugyancsak teljesen köznévvé vált számos olyan közhasználati cikk neve, amely személynévből, helységnévből vagy kereskedelmi márka nevéből származik: (franciául) poubelle ’szemétgyűjtő’ [Eugène René Poubelle (1831-1907), Párizs prefektusa nevéből, aki elrendelte a használatát], camembert (Camembert helység nevéből, ahol ezt a sajtfélét készítik), (angolul) és (franciául) jersey (Jersey szigetéről származó szövetféle neve), sandwich ’szendvics’ (John Montagu, Sandwich negyedik grófja nevéből, akiről az a hiedelem terjedt el, hogy ő találta fel), (románul) drujbă (a láncfűrész köznyelvi neve, az orosz Družba márkanévből).

## A lexikalizálódással járó jelenségek
Mivel a lexikalizálódás diakrón, azaz a nyelvtörténet során történő folyamat, az érintett szavak többféle kisebb vagy nagyobb változásokon mennek át, amelyek a lexikalizálódás fokát jelzik. 
Egyes változások prozódiaiak és hangtaniak. Ilyen például az angol blackbird ’fekete rigó’ (eredetileg black bird ’fekete madár’) szóban a második összetevő hangsúlyának az elvesztése. Egy változással több tapasztalható a postman ’postás’ szóban (eredetileg post ’posta’ és man ’ember, férfi’), amelyben a második tag kiejtése is megváltozott a hangsúlyvesztés miatt: [ˈpəʊst] + [ˈmæn] > [ˈpəʊstmən]. Az első összetevő kiejtése is megváltozott az angol cupboard [ˈkʌbəd] (< [ˈkʌp] + [ˈbɔːd]) ’szekrény’ szóban.
Az első két példában a szavak jelentésének még van motivációja, de a harmadikban már nincs, ugyanis az összetett szó keletkezésekor a cup szónak ’serleg’, a board szónak pedig ’deszka’ volt a jelentése, és az összetétel olyan deszkát nevezett meg, amelyre serlegeket tettek. Mára ennek a szónak a jelentése elvesztette motivációját nyelven kívüli okok, vagyis a jelzett tárgy megváltozása miatt.
Az előző három példa írása megőrzi az összetevők írását, de a még erősebb lexikalizálódás az írásmód változásával is járhat. Ez lehet részleges, mint a fentebbi woman szóé, vagy teljes, amely esetben az eredeti alakok egyike sem ismerhető már fel. Ilyen például az angol bosun ’fedélzetmester’ szó, melyet egy ideig boatswain-nek írtak, mivel a boat [bəʊt] ’hajó’ és swain [sweɪn] ’lovag fiatal szolgája’ szavakból tevődött össze. Idővel az összetett szó kiejtése [bəʊsn] lett, és erre alkalmazták az írását.
A lexikalizálódott tulajdonnevek esetében is történik változás az írásukban, ugyanis amikor lexikalizálódási fokuk viszonylag magas, vagy ha teljesen lexikalizálódottak, kis kezdőbetűvel írják őket: figaró, quislingek, poubelle, sandwich.